# Boyeux-Saint-Jérôme
Boyeux-Saint-Jérôme település Franciaországban, Ain megyében. Lakosainak száma 362 fő (2022. január 1.). Boyeux-Saint-Jérôme L’Abergement-de-Varey, Cerdon, Corlier, Jujurieux, Mérignat és Nivollet-Montgriffon községekkel határos.

## Népesség
A település népességének változása:
| Lakosok száma | 225  | 254  | 241  | 305  | 365  | 362  | 346  | 349  | 351  | 362  |
|               | 1968 | 1982 | 1990 | 2006 | 2013 | 2015 | 2017 | 2019 | 2020 | 2022 |